# Електрична локомотива
Електрична локомотива је локомотива коју покрећу електрични мотори који се напајају из спољашњег извора електричне енергије.

## Историја
Прву познату електричну локомотиву направио је Шкот, Роберт Дејвисон из Абердена 1837. године, која је била покретана на галванске ћелије.
Прва електрификована пруга је направљена 1895. године између Балтимора и Охаја а линија се звала "Baltimore Belt Line"
Најпознатија електрификована железничка пруга у бившој Југославији је Београд-Бар

## Будућност електричних локомотива
У Европи се 1980-их појавила нова врста електриче локомотиве са тенденцијом да замени све друге, оне се зову Брзе електричне локомотиве. 
Најпознатија локомотива такве врсте у Европи је Француски ТГВ, али ипак није остварио очекивани успех јер су трошкови за изградњу таквих брзих пруга огромни као и средства за одржавање таквих пруга.